# Ringgenbach (Ablach)
Der Ringgenbach ist ein mitsamt seinem Hauptoberlauf Rohrenbach 7,4 km,  auf seinem Namensabschnitt nach Aufnahme des Diegenriedbachs 4,4 km langer Bach im Landkreis Sigmaringen im südlichen Baden-Württemberg, der etwa einen Kilometer nordöstlich des Meßkircher Dorfes Ringgenbach zwischen deren Talorten Menningen und Göggingen von rechts und Süden dem Mittellauf des Donau-Zuflusses Ablach zumündet.

## Geographie

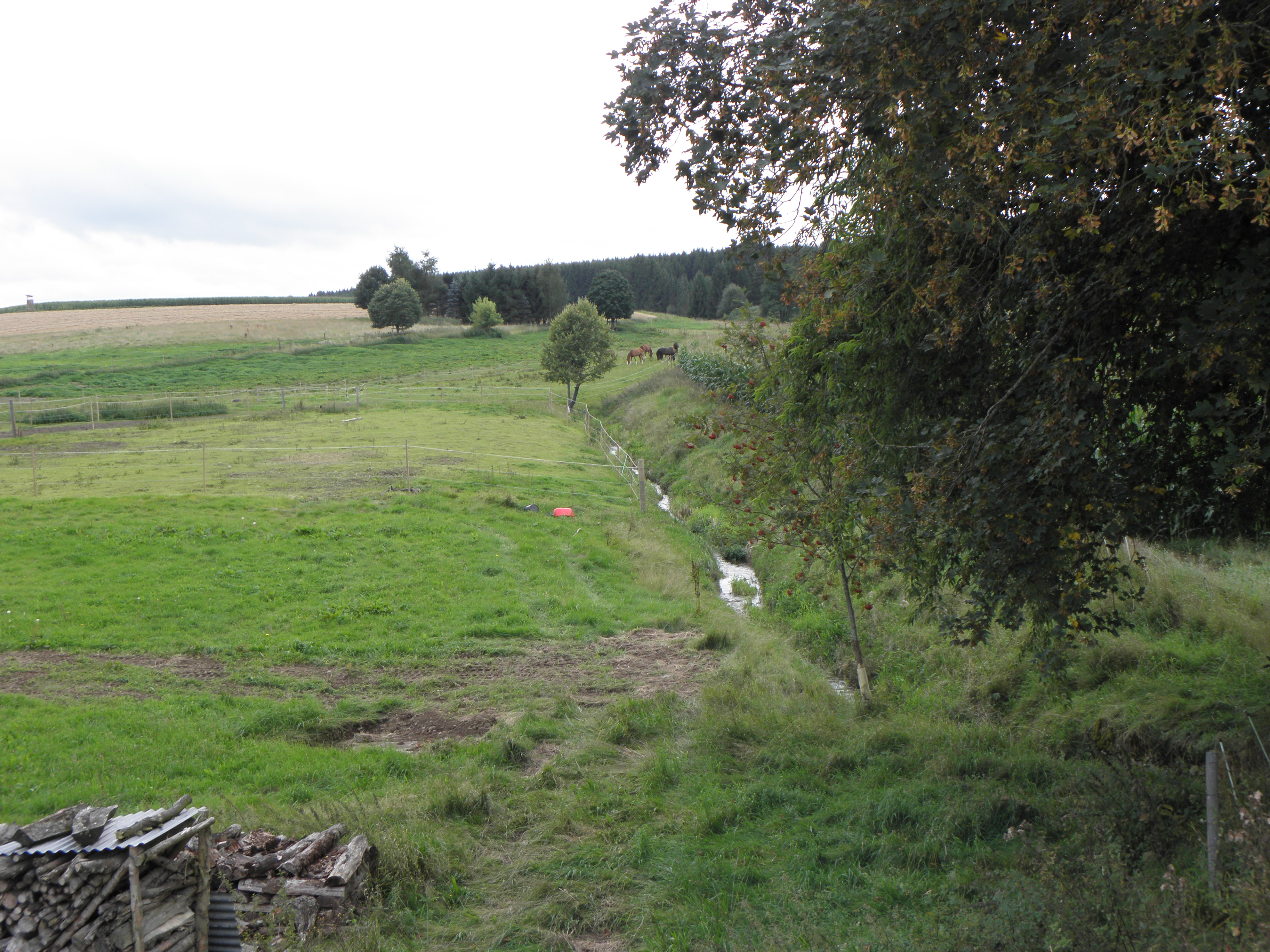
Der Ringgenbach erhält seinen Namen ab hier beim Walder Weiler Allmannshofen zu Beginn des „Täle“ genannten Tals (Blick bachaufwärts).

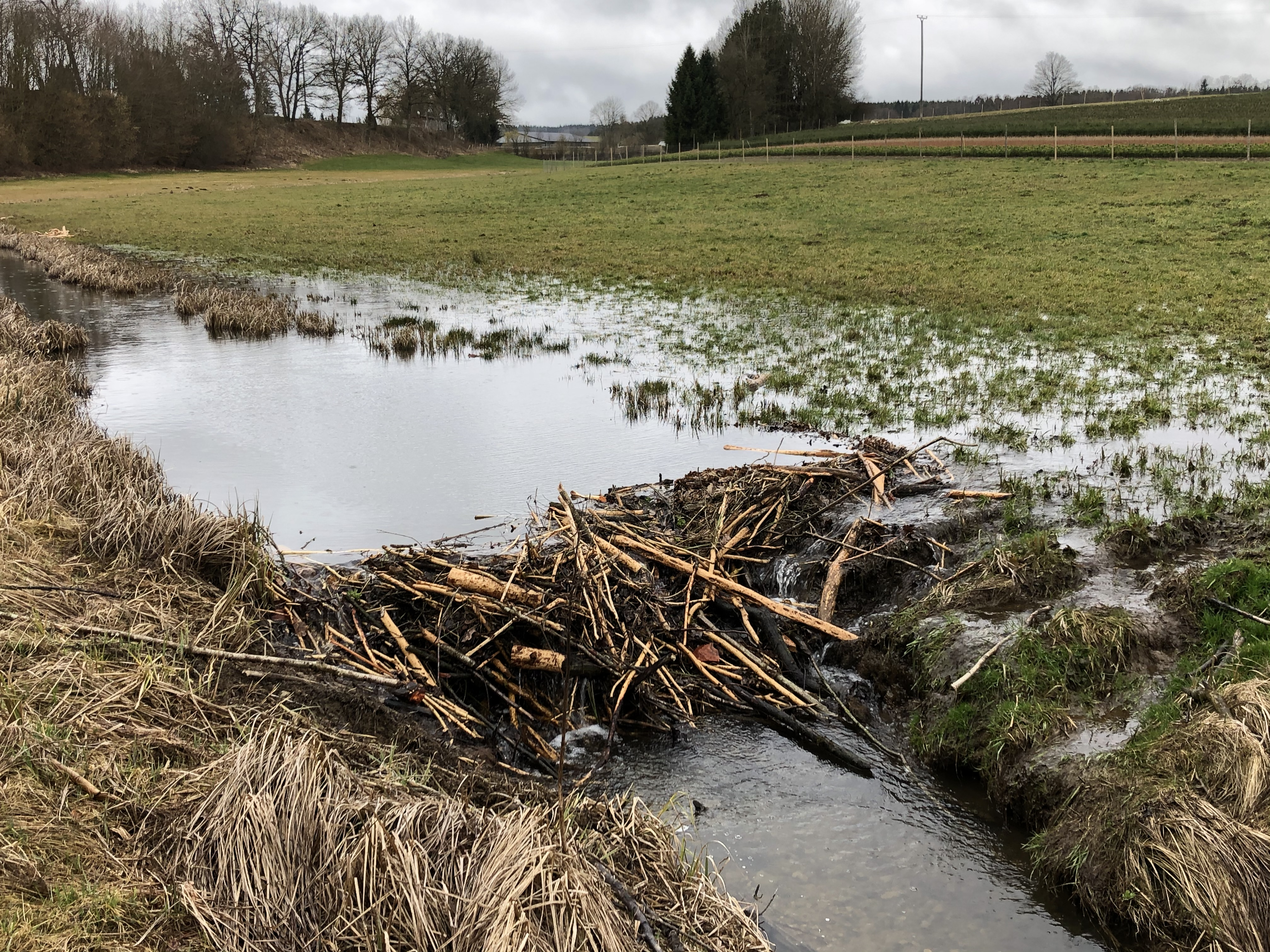
Biberdamm vor Dietershofen (Februar 2020)

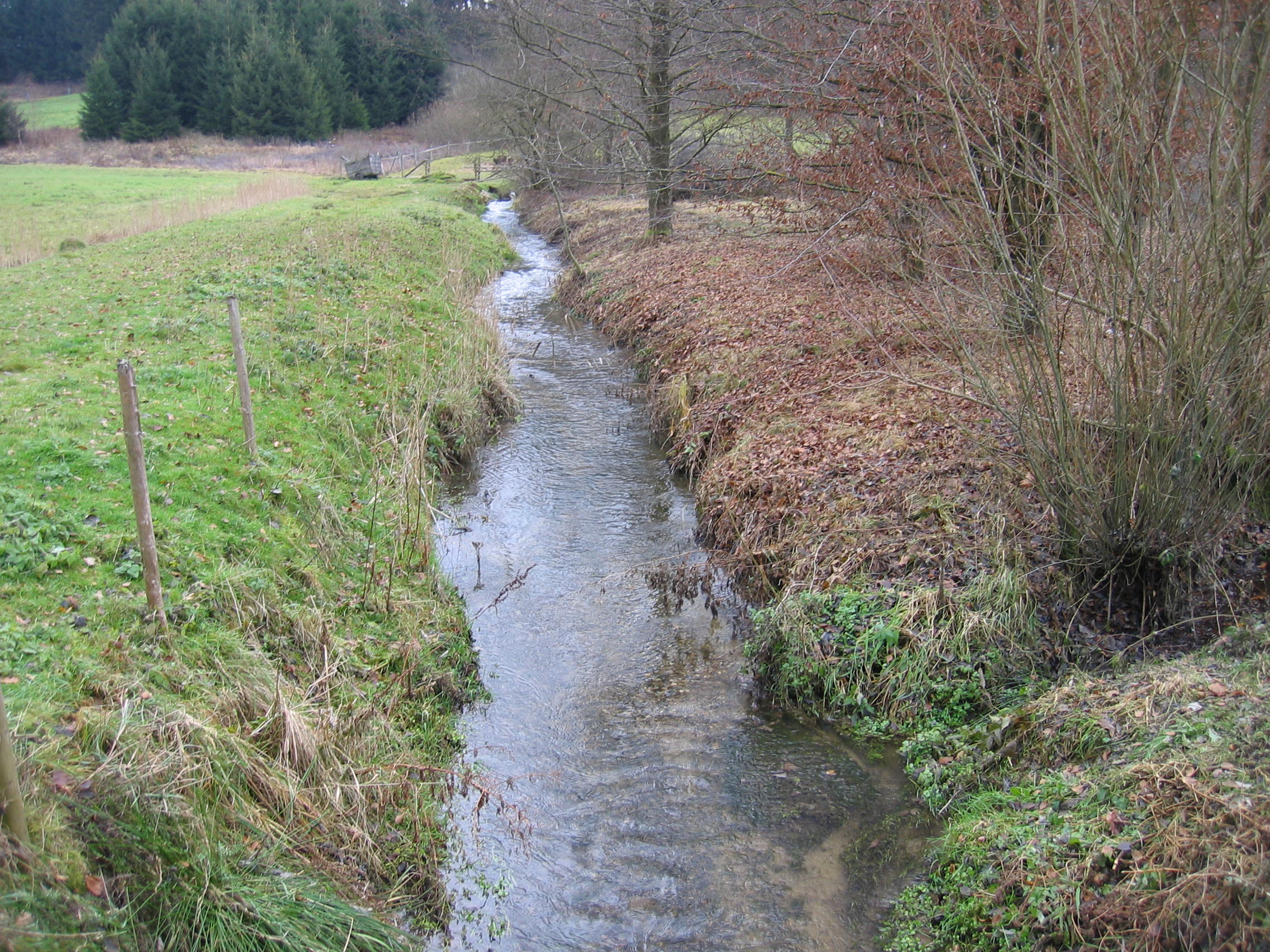
Der Ringgenbach auf Höhe des Buffenhofener Weihers

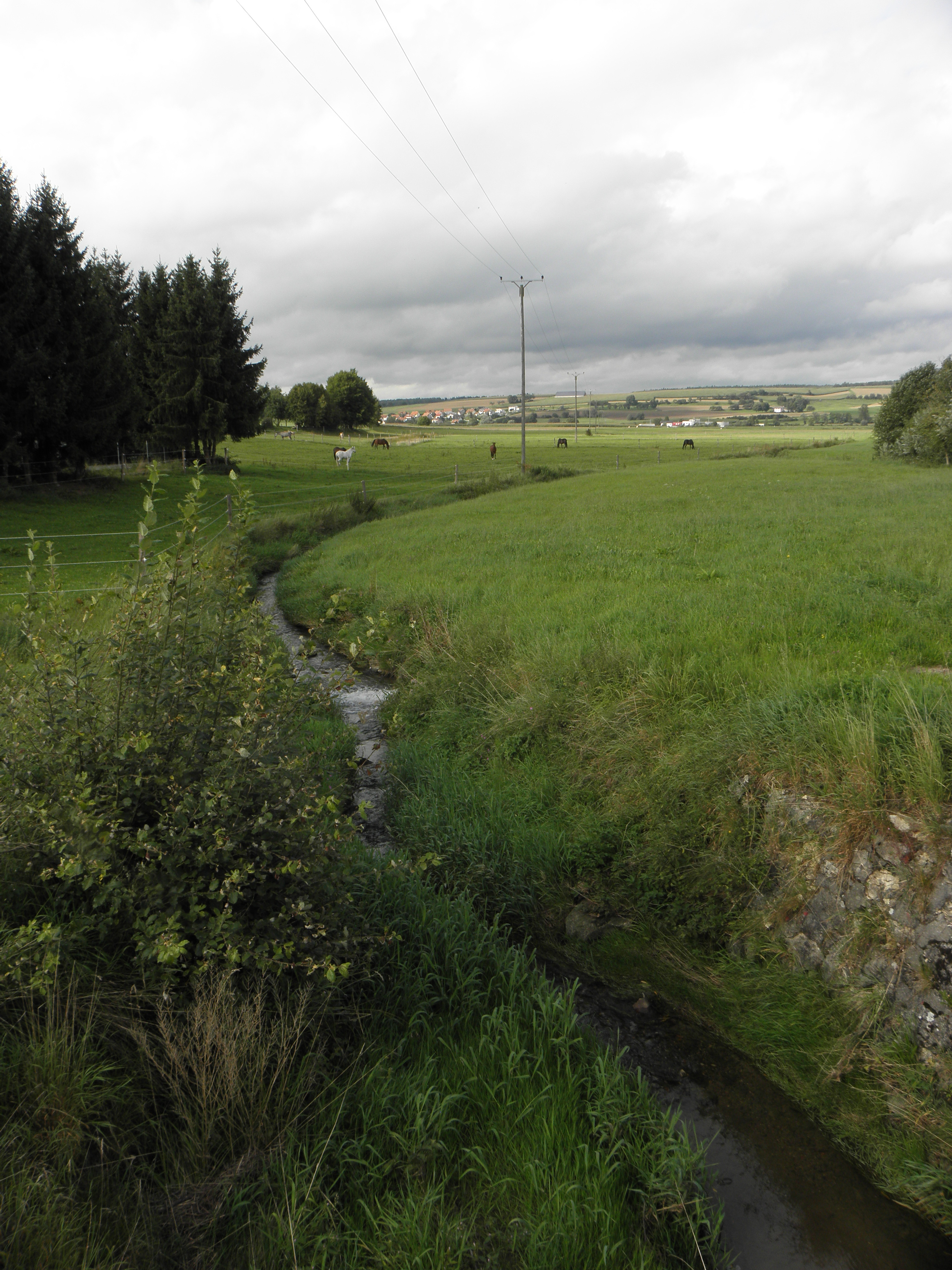
Der Ringgenbach verlässt das Dorf Ringgenbach und tritt ins Tal der Ablach ein, im Hintergrund Menningen

### Quellbäche
Der Ringgenbach läuft beim Siedlungsplatz Allmannshofen des Dorfes Walbertsweiler in der Gemeinde Wald aus den zwei längeren Quellbächen Rohrenbach (von rechts) und Rickenbach (von links) und gleich danach zwei kürzeren Quellbächen zusammen.
Der längste Quellbach Rohrenbach fließt auf etwa 659 m ü. NHN aus dem eben südlich des Walbertsweiler Sportplatzes gelegenen, bewaldeten Langenmoos aus und entwässert dessen Nordteil nach Norden; im größeren Südteil des Moors entsteht der ostwärts laufende Burraubach, der über Kehlbach und Andelsbach letztlich auch in die Ablach entwässert. Der ungefähr genauso große, dem Rohrenbach nach ungefähr 3 km von links zulaufende, 2,4 km lange Rickenbach entspringt auf etwa 655 m ü. NHN ebenfalls einem Moor- und Waldgebiet mit Namen Riedle. Nach diesem laufen bald von jeder Seite je ein kleinerer Quellbach von um 1,5 km Länge zu, mit dem letzten entsteht der Ringgenbach.

### Verlauf
Der Ringgenbach läuft wie seine beiden größeren Quellbäche recht beständig nordwärts. Er tritt sehr bald auf die Dietershofener Gemarkung von Meßkirch über, worauf ihm sein längster Zulauf Rengetsweiler Graben von Südosten erreicht und er darin das Dorf Dietershofen und den Weiler Buffenhofen durchläuft. Danach wechselt er auf die anschließende Ortsteilgemarkung von Ringgenbach, das er ebenfalls quert. Hier etwa beginnt sein letzter, etwa einkilometriger nordöstlicher Fließabschnitt, an dessen Ende er auf etwa 591 m ü. NHN gegenüber den Menninger Bruckwiesen unterhalb des Dorfes und vor dem Krauchenwieser Ortsteil Göggingen in die mittlere Ablach mündet. Das Tal des Ringgenbachs von Allmannshofen bis einschließliches des Dorfes Ringgenbach wird „Täle“ genannt.

### Einzugsgebiet
Der Ringgenbach entwässert 21,0 km², die naturräumlich gesehen insgesamt zum Unterraum Andelsbachplatten der Donau-Ablach-Platten gehören. Sein ungefähr spindelförmiges Einzugsgebiet  erstreckt sich von Süden nach Norden gut 7 km weit, quer dazu ist es an der dicksten Stelle etwas über 4 km breit. Darin laufen die großen Quellbäche näher an der westlichen, der Unterlauf näher an der östlichen Wasserscheide.
Jenseits der nordöstlichen Wasserscheide entwässert der recht kurze Lautenbach nordwärts in die abwärtige Ablach, jenseits der südöstlichen der Riedelbach und vor allem der Burraubach ostwärts zum Kehlbach, der dann über den Andelsbach-Unterlauf ebenfalls die Ablach erreicht. Im Südwesten grenzt kurz das Einzugsgebiet des Auenbachs an, der nordwestlich zum Ablach-Oberlauf zieht, der seinerseits weniger als fünf Kilometer westlich der Ringgenbach-Talachse zu dieser parallel läuft. Die Ablach selbst ist deshalb im Westen und – in Bereich ihres Rechtsbogens bei Meßkirch – Nordwesten der wesentliche Konkurrent auf der anderen Seite des Scheidenkamms, nur der ebenfalls nordwestlich zu dieser ziehende Aspenbach ist ein einigermaßen bedeutender unmittelbarer Konkurrent des Ringgenbachs.
Der höchste Punkt im Einzugsgebiet liegt an der südöstlichen Wasserscheide über der Quelle des langen Mittellauf-Zuflusses Rengetsweiler Graben auf 676 m ü. NHN. Mehrfach in ihrem Verlauf werden Höhen über 660 m ü. NHN erreicht.
Etwa ein Drittel des Einzugsgebietes an der Westseite sind bewaldete Hänge, hinzu kommen deutlich kleinere Anteile im Nordosten und Südosten. Um die Talachse liegt, von einer nur rechtsseitigen Waldenge bei Buffenhofen abgesehen, überall ein weites Band offener Flur. Flurbrücken gibt es nach Osten zum Riedelbach und vor allem nach Süden zum Burraubach.

### Zuflüsse und Seen
Hierarchische Liste der Zuflüsse und  Seen von der Quelle zur Mündung. Gewässerlänge, Seefläche, Einzugsgebiet und Höhe nach den entsprechenden Layern auf der Onlinekarte der LUBW. Andere Quellen für die Angaben sind vermerkt. Auswahl.
Ursprung des Ringgenbachs auf etwa 623 m ü. NHN beim Walbertsweiler Siedlungsplatz Allmannshofen neben der L 195. Hier, kurz vor der Gemeindegrenze zwischen Wald und Meßkirch, läuft dem langen Oberlauf Rohrenbach, der vorher schon zwei andere Zuflüsse aufgenommen hat, ein eher kurzer Bach verdolt zu, womit er zum Ringgenbach wird.
- Rohrenbach, rechter Hauptoberlauf von Süden, 3,1 km und 6,6 km².[LUBW 7] Entwässert an dessen Nordseite das Langenmoos ab etwa 400 Meter südwestlich der Sportplätze im Südwesten von Walbertsweiler auf etwa 659 m ü. NHN.
  - Rickenbach, von links und Südsüdwesten auf etwa 628 m ü. NHN nordwestlich von Walbertsweiler am Waldrand, 2,4 km und 2,1 km². (Der Rohrenbach ist oberhalb dieser Zumündung etwa 2,6 km  lang und hat ein Einzugsgebiet von 2,1 km².) Entsteht auf etwa 655 m ü. NHN an der Gemeindegrenze, die am Südostrand des Sauldorf-Raster Waldstücks Buchbühls entlangläuft.
    -  Durchfließt am Unterlauf ab etwa 633 m ü. NHN den ca. 0,6 ha[LUBW 8] großen Oberen und gleich danach den 0,7 ha großen Unteren Walbertsweiler Weiher. Eng im Mündungskeil liegt dann noch eine achtgliedrige Kleinteichkette mit zusammen über 0,1 ha.

  - Ortsbach, von rechts und Süden auf etwa 619 m ü. NHN beim Siedlungsplatz Allmannshofen von Walbertsweiler, 1,3 km und 2,2 km². Entsteht auf etwa 647 m ü. NHN am Nordwestrand von Walbertsweiler.
- Diegenriedhaugraben, linker und südwestlicher, zuletzt unter einem Acker verdolter Waldbach auf etwa 623 m ü. NHN bei Allmannshofen, 1,6 km und 1,8 km². Entsteht auf etwa 644 m ü. NHN im Bernhölzle.
- Jordanbach oder Rengetsweiler Graben, von rechts und Südosten auf etwa 619 m ü. NHN nach der Stadtgemarkungsgrenze von Meßkirch noch etwas südlich von dessen Dorf Dietershofen, 2,6 km und 2,5 km². Entsteht auf etwa 659 m ü. NHN südlich von Rengetsweiler im Osten des Waldes Randen nahe an einem Straßenstern.
  -  Durchfließt einen Weiher einen Steinwurf vor dem Mündung auf etwa 617 m ü. NHN, etwas unter 0,3 ha- darüber liegen einige viel kleinere Vorteiche.
- Bruckwiesengraben, von links und Süden auf etwa 615 m ü. NHN am Südrand von Dietershofen, 0,6 km. Fast paralleler naher Auengraben.
- Teich am linken Ufer auf etwa 610 m ü. NHN kurz vor Buffenhofen, 0,2 ha.
  -  See am rechten Ufer auf etwa 607 m ü. NHN gegenüber von Buffenhofen, 0,3 ha.[LUBW 8]
- Gönnertalgraben, von links und Südwesten am Nordrand von Buffenhofen auf etwa 605 m ü. NHN, 2,1 km und 2,8 km². Entsteht auf etwa 641 m ü. NHN etwa 1,5 km westlich von Dietershofen im Wald an der L 195.
  - Waldgraben, von links und Westen auf etwa 619 m ü. NHN am Flureintritt, 1,2 km und ca. 0,7 km².[LUBW 9] Entsteht auf etwa 640 m ü. NHN zwischen den Waldgewannen Münzkreuz im Nordwesten und Forst im Südosten.
- Graben aus der Grabenschlucht, von rechts und Westen auf etwa 603 m ü. NHN beim Sportplatz südlich von Ringgenbach, 1,4 km und ca. 0,7 km².[LUBW 9] Entsteht auf über 640 m ü. NHN im Forst östlich von Buffenhofen.
- Rosenbach, von links und Westsüdwesten auf etwa 600 m ü. NHN durch Ringgenbach, 1,5 km und 1,5 km². Entsteht auf etwa 637 m ü. NHN noch im Wald.
  -  Durchfließt auf etwa 615 m ü. NHN kurz vor dem folgenden einen Teich, deutlich unter 0,1 ha.
  - Lohgraben, von links und Westnordwesten auf etwa 610 m ü. NHN noch etwas vor Ringgenbach, 0,7 km und ca. 0,7 km².[LUBW 9] Entsteht meist noch vor dem Wald auf knapp 630 m ü. NHN.
- Brühlgraben, nach und von links auf unter 608 m ü. NHN bis unter 608 m ü. NHN unterhalb von Ringgenbach, 0,5 km. Linker Nebenlauf in der Weitung zur Ablach-Talebene.

Mündung des Ringgenbachs von rechts und zuletzt Südwesten auf etwa 591 m ü. NHN gegenüber den Menninger Bruckwiesen in die mittlere Ablach. Der Bach ist hier ab dem Ursprung des Rohrenbachs 7,5 km, auf seinem Namensabschnitt ab dem Zulauf des Diegenriedhaugrabens 4,4 km lang und hat ein 20,9 km² großes Einzugsgebiet.

## Schutzgebiete
Der überwiegende Meßkircher und der nur kleine Sauldorfer Anteil am Einzugsgebiet gehören zum Naturpark Obere Donau. Das Quellgebiet eines Zuflusses des Diegenhauriedgrabens ist ein unter Naturdenkmalschutz stehendes Moor.

### LUBW
Amtliche Online-Gewässerkarte mit passendem Ausschnitt und den hier benutzten Layern: Lauf und Einzugsgebiet des Ringgenbachs

Allgemeiner Einstieg ohne Voreinstellungen und Layer: Daten- und Kartendienst der Landesanstalt für Umwelt Baden-Württemberg (LUBW) (Hinweise)
1. 1 2 3  Höhe nach dem Höhenlinienbild auf dem Hintergrundlayer Topographische Karte.
2. ↑  Höhe nach grauer Beschriftung auf dem Hintergrundlayer Topographische Karte.
3. 1 2 3 4 5  Länge nach dem Layer Gewässernetz (AWGN).
4. 1 2  Einzugsgebiet nach dem Layer Aggregierte Gebiete 05.
5. ↑  Seefläche nach dem Layer Stehende Gewässer.
6. ↑  Einzugsgebiet nach dem Layer Basiseinzugsgebiet (AWGN).
7. ↑  Einzugsgebiet aufsummiert aus den Teileinzugsgebieten nach dem Layer Basiseinzugsgebiet (AWGN).
8. 1 2  Seefläche abgemessen auf dem Hintergrundlayer Topographische Karte.
9. 1 2 3  Länge abgemessen auf dem Hintergrundlayer Topographische Karte.
10. ↑  Schutzgebiete nach den einschlägigen Layern, Natur teilweise nach dem Layer Biotop.

### Andere Belege
1. ↑  Friedrich Huttenlocher: Geographische Landesaufnahme: Die naturräumlichen Einheiten auf Blatt 178 Sigmaringen. Bundesanstalt für Landeskunde, Bad Godesberg 1959. → Online-Karte (PDF; 4,3 MB)
2. ↑  Alfred G. Benzing: Geographische Landesaufnahme: Die naturräumlichen Einheiten auf Blatt 186 Konstanz. Bundesanstalt für Landeskunde, Bad Godesberg 1964. → Online-Karte (PDF; 4,1 MB)